# Athanasios Raptis
Athanasios Raptis (* 13. Mai 1995 in Stuttgart) ist ein ehemaliger deutsch-griechischer Fußballspieler.

## Karriere
Raptis spielte als Jugendlicher unter anderem in der Jugend beim VfB Stuttgart und dem Karlsruher SC, bis er schließlich zu den Stuttgarter Kickers wechselte. Dort unterschrieb er mit bereits 18 Jahren seinen ersten Profivertrag und gab nach ein paar Spielen in der zweiten Mannschaft des Vereins, in der Oberliga Baden-Württemberg, sein Profidebüt am 20. Oktober 2013, als er beim 2:0-Sieg gegen Hansa Rostock eingewechselt wurde. Nach 7 Spielen für die Stuttgarter Kickers und dem Abstieg nach der Saison 2015/16, verließ er die Kickers. Für die Saison 2017/18 erhielt er beim Oberligisten FC 08 Homburg einen Einjahresvertrag, welcher sich im Falle des Aufstiegs automatisch um ein Jahr verlängerte. Nachdem sein Vertrag zunächst bis 2019 verlängert worden war, hatte Raptis seinen Vertrag am 4. Juli 2018 aufgelöst. Nach einem Jahr Pause schloss er sich im Sommer 2019 dem württembergischen Verbandsligisten Calcio Leinfelden-Echterdingen an.